# Mendidaphodius ellenbergeri
Mendidaphodius ellenbergeri är en skalbaggsart som beskrevs av Renaud Maurice Adrien Paulian 1942. Mendidaphodius ellenbergeri ingår i släktet Mendidaphodius och familjen Aphodiidae. Inga underarter finns listade i Catalogue of Life.